# Lynn Collins
Lynn Collins (Houston, Texas, 1977. május 16. –) amerikai színésznő.

## Fiatalkora
Patricia Campbell és Phillip Dean Collins gyermekeként született Houstonban, Texas államban. Skót, ír és cherokee felmenőkkel rendelkezik. Négyéves korában a család Szingapúrba költözött. Hat évig éltek ott, majd visszaköltöztek Houstonba. 
Lynn a középiskolás éveit egy szingapúri amerikai iskolában és a texasi Klein High Schoolban töltötte. 1999-ben végzett a Juilliard School drámatagozatán. 

## Pályafutása
1999-ben tűnt fel először a képernyőn az Esküdt ellenségek: Különleges ügyosztály című bűnügyi sorozatban, Virginia Hayes szerepében. 2003-2004-ben a Pokolba a szerelemmel és Az 50 első randi című romantikus vígjátékokban szerepelt. A velencei kalmár (2004) című romantikus drámában Al Pacino és Joseph Fiennes oldalán már nagyobb szerepet kapott. Keanu Reeves és Sandra Bullock 2006-os Ház a tónál című, hasonló műfajú filmjében Monát alakította. Matthew Perry Fapofa című 2007-es vígjátékában ő volt az egyik főszereplő, ahogy a Fej vagy írás (2008) című független filmthrillerben is. Játszott A hetedik érzék és a True Blood – Inni és élni hagyni című sorozatban. 
2009-ben megkapta Kayla Silverfox / Ezüstróka szerepét az X-Men kezdetek: Farkas című filmben, Hugh Jackman mellett. 2012-ben megcsillogtathatta karatetudását a John Carter címet viselő sci-fi akciófilmben, Dejah Thoris hercegnő szerepében, valamint főszerepet játszott a Feltétel nélküli szeretet (2022) c. filmen. Szerepelt a Sherlock és Watson, valamint a Kettős ügynök című bűnügyi sorozatokban.
2021 és 2022 között a The Walking Dead szereplője volt.

## Magánélete
2007. december 23-án ment hozzá a kilenc évvel fiatalabb színészhez és zenészhez, Steven Strait-hez. 2013-ban váltak el, egy évre rá Lynn házasságot kötött Matthew Boyle zenésszel, akivel 2016-ig tartott házasságuk. Egy fiuk van, Asher Hendrix Boyle. 
Fekete öves karatemester.

## Filmográfia

### Film
| Év   | Magyar cím             | Eredeti cím              | Szerep                                            | Magyar hang         |
| ---- | ---------------------- | ------------------------ | ------------------------------------------------- | ------------------- |
| 2002 |                        | Never Get Outta the Boat | Stacy                                             |                     |
| 2003 | Pokolba a szerelemmel  | Down with Love           | beatnik lány                                      |                     |
| 2004 | Az 50 első randi       | 50 First Dates           | Linda                                             |                     |
| 2004 | Hirtelen 30            | 13 Going on 30           | Wendy                                             | Kerekes Andrea      |
| 2004 | A velencei kalmár      | The Merchant of Venice   | Portia                                            | Ruttkay Laura       |
| 2006 |                        | Return to Rajapur        | Sara Reardon                                      |                     |
| 2006 | Bogárűző               | Bug                      | R.C.                                              |                     |
| 2006 | Ház a tónál            | The Lake House           | Mona                                              | Gallusz Nikolett    |
| 2006 |                        | The Dog Problem          | Lola                                              |                     |
| 2007 | A 23-as szám           | The Number 23            | öngyilkos szőke / Mrs. Dobkins / Fingerling anyja | Németh Kriszta      |
| 2007 | Fapofa                 | Numb                     | Sara Harrison                                     | Pikali Gerda        |
| 2007 | Érzékeny pont          | Towelhead                | Thena Panos                                       | Major Melinda       |
| 2008 |                        | Life in Flight           | Kate Voss                                         |                     |
| 2008 | Fej vagy írás          | Uncertainty              | Kate Montero                                      |                     |
| 2009 |                        | Blood Creek              | Barb                                              |                     |
| 2009 | X-Men kezdetek: Farkas | X-Men Origins: Wolverine | Kayla Silverfox / Ezüstróka                       | Schell Judit        |
| 2010 |                        | City Island              | Vince bombázó barátnője                           |                     |
| 2011 |                        | Angels Crest             | Cindy                                             |                     |
| 2011 | Újra együtt            | 10 Years                 | Anna                                              | Majsai-Nyilas Tünde |
| 2012 | John Carter            | John Carter              | Dejah Thoris                                      | Pikali Gerda        |
| 2012 |                        | Unconditional            | Samantha Crawford                                 |                     |
| 2015 |                        | Lost in the Sun          | Mary                                              |                     |
| 2016 |                        | The Hollow Point         | Marla                                             |                     |
| 2019 | A világ pereme         | Rim of the World         | Major Collins                                     |                     |
| 2020 |                        | Beneath Us               | Liz Rhodes                                        |                     |

### Televízió
| Év        | Magyar cím                               | Eredeti cím                       | Szerep                 | Megjegyzések                                 |
| --------- | ---------------------------------------- | --------------------------------- | ---------------------- | -------------------------------------------- |
| 1999      | Esküdt ellenségek: Különleges ügyosztály | Law & Order: Special Victims Unit | Virginia Hayes         | 1 epizód                                     |
| 2001      |                                          | Earth Angels                      | Catarin                | tévéfilm                                     |
| 2001      |                                          | The Education of Max Bickford     | ismeretlen szerep      | 1 epizód                                     |
| 2002      |                                          | Push, Nevada                      | BRB felesége           | 1 epizód                                     |
| 2002      | A hetedik érzék                          | Haunted                           | Jessica Manning ügyész | 8 epizód                                     |
| 2008      | True Blood – Inni és élni hagyni         | True Blood                        | Dawn Green             | 6 epizód                                     |
| 2013      | Sherlock és Watson                       | Elementary                        | Tanya Barrett          | 1 epizód                                     |
| 2014      | Kettős ügynök                            | Covert Affairs                    | Olga Akarova           | 3 epizód                                     |
| 2015      | Elárulva                                 | A Mother Betrayed                 | Monica                 | - tévéfilm - magyar hangja: - Németh Kriszta |
| 2017      |                                          | Manhunt: Unabomber                | Natalie Rogers         | 7 epizód                                     |
| 2019      | Az igazság játszmája                     | The Fix                           | Dr. Carys Daly         | 2 epizód                                     |
| 2020      | Harry Bosch – A nyomozó                  | Bosch                             | Alicia Kent            | 8 epizód                                     |
| 2021–2022 | The Walking Dead                         | The Walking Dead                  | Leah Shaw              | 10 epizód                                    |

## Fordítás
- Ez a szócikk részben vagy egészben  a   Lynn Collins című angol Wikipédia-szócikk fordításán alapul.  Az eredeti cikk szerkesztőit annak laptörténete sorolja fel. Ez a jelzés csupán a megfogalmazás eredetét és a szerzői jogokat jelzi, nem szolgál a cikkben szereplő információk forrásmegjelöléseként.